# بني عمر عيسى (كعيدنة)

تعديل مصدري - تعديل

بني عمر عيسى هي إحدى قرى عزلة سواخ بمديرية كعيدنة التابعة لمحافظة حجة، بلغ تعداد سكانها 294 نسمة حسب تعداد اليمن لعام 2004.